# Dějiny Vyškova
Článek Dějiny Města Vyškova detailněji zpracovává téma z článku Vyškov.

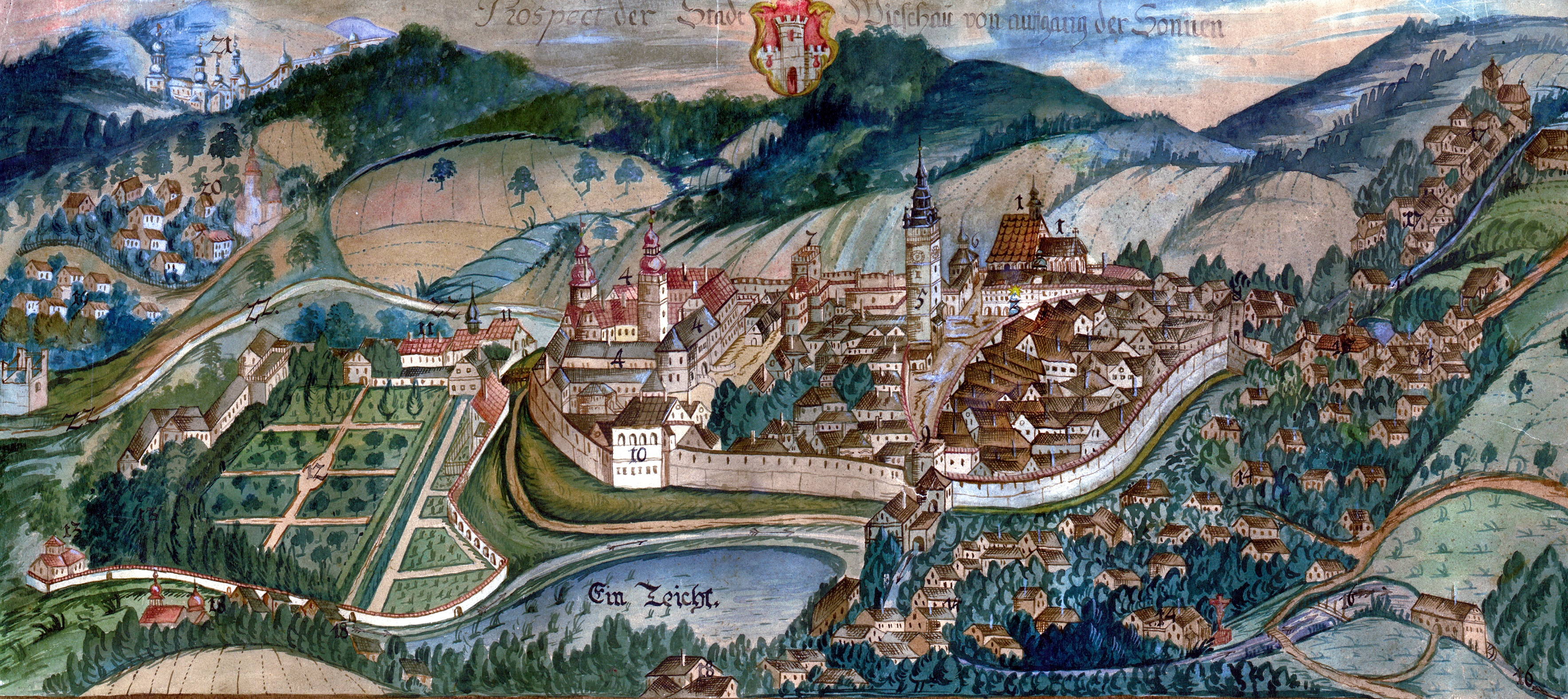
Dobová kresba Vyškova z roku 1720

## Středověk

### 12. století

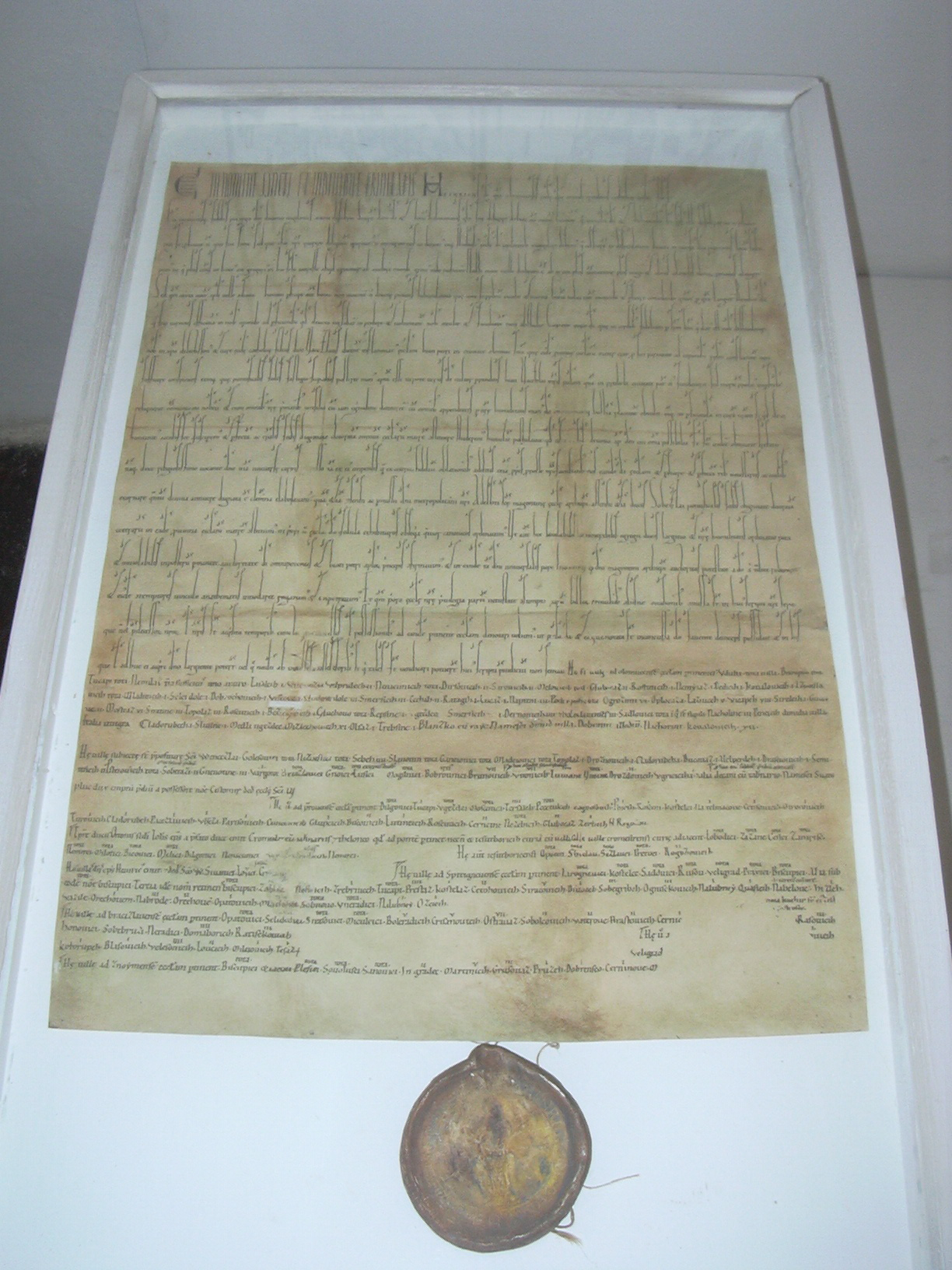
Kopie listiny olomouckého biskupa Jindřicha Zdíka z roku 1141

O založení Vyškova vypráví pověst zachycená v 18. století písařem Dismasem rytířem Hofferem. Vypráví o předčasně zemřelé věštkyni Víšce, dceři velmože Radmila z Orlova a zároveň jedné z 12 Sámových  manželek, kterou pochovali na místě, kde údajně vytryskl zázračný pramen. Toto místo bylo v roce 634 osídleno a pojmenováno podle Víšky.
Tato pověst nemá podklad v historické skutečnosti.
Název Vyškov pravděpodobně vznikl z mužského jména Výšek či Vyšek. V historických dokumentech se vyskytuje v různých přepisech: Wischau, Viscou, Wiscou, Wischov, Wiscow a ještě dalších. Jen to bylo v daleko pozdější době než je uvedeno v pověsti.
- Stručný přehled událostí 12. století
  - 1141 – První zmínka v soupisu majetku Moravské církve, pořízená olomouckým biskupem Jindřichem Zdíkem

### 13. a 14. století

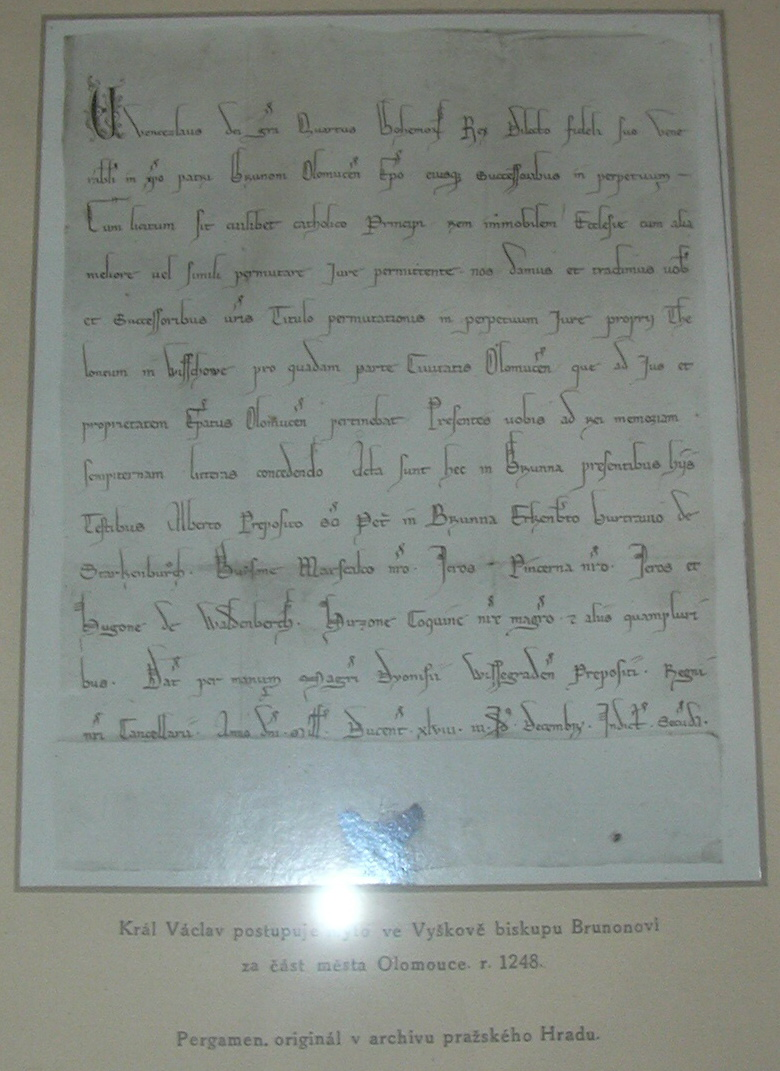
Kopie listiny z roku 1248

V průběhu 13. století, pravděpodobně za života olomouckého biskupa  Bruna ze Schauenburku se Vyškov stává majetkem olomouckých biskupů a zároveň i městem a významným centrem svého okolí. Dříve těmito centry byly Pustiměř (Pustimír) a Drnovice (Drinovice či Drnholec). Pustiměřský hrad se připomíná roku 1277. Biskup Bruno byl oblíbencem krále Přemysla Otakara II. a jeho otce Václava I. od nichž pravděpodobně Vyškov i s mýtem získal.
Od 13. století až do poloviny 14. století probíhá na Vyškovsku takzvaná vnější kolonizace okresu. Zde je pravděpodobně vznik tzv. Německého jazykového ostrůvku s několika německými osadami (Komořany, Lysovice, Terešov, Kučerov, Hlubočany, Zvonovice). Počátkem 14. století nechal postavit olomoucký biskup Jan Volek jako centrum zdejších držav hrad Melice a také klášter Pustiměř.
Biskupové olomoučtí považovali po celý středověk Vyškov, jako rezidenční město, které jim sloužilo hlavně pro chvíle oddechu a zábavě. K tomu si ve 14. století vybudovali hrad, později přestavěný v renesanční a posléze barokní zámek, zámeckou zahradu a v okolí lovecké zámečky Troyerstein, Ferdinandsko a Juliusberg.
Vesnice Dědice, Lhota, Opatovice a Rychtářov, které jsou dnes součástí Vyškova, připadly vyškovskému panství až v 30. letech 16. století. Předtím patřily k panství dědickému, které založil Milota z Dědic a jehož centrem se stal někdy na přelomu 14. a 15. století hrad Stagnov s městečkem.  
- Stručný přehled událostí 13. a 14. století
  - 1248 – K tomuto datu se vztahuje listina Krále Václava I., jenž postupuje mýto ve Vyškově olomouckému biskupovi Brunonovi za část města Olomouce. (Originál listiny je v archivu pražského hradu.)
  - 1271 – Zemřel biskup Bruno ze Schauenburku za jehož života byl Vyškov pasován na město
  - 1294 – Byl dědičným rychtářem Heřman
  - 1322 – Dovolil městu král Jan chovat ve Vyškově žida lichevného
  - 1328 – Se poprvé připomíná farní kostel
  - 1341 – Se poprvé připomíná děkanství vyškovské
  - 1349 – Se připomíná při prodeji majetku Bedřichovi a Pavlovi z Vítonic ve vsi "Gnespitz" Elisabeth, vdova po řečeném Bernardovi z Vyškova.[1]
  - 1367 – Je poprvé písemná zmínka o Vyškově jako městě (civitas) jímž je od konce 13. století
  - 1384 – Je farářem ve městě jistý Jan
  - 1388 – Biskup Mikuláš z Riesenburka zastavil Vyškovské panství markraběti Joštovi
  - 1394 – Po 2 roky rychtářem jistý Mikuláš Broder

### 15. století

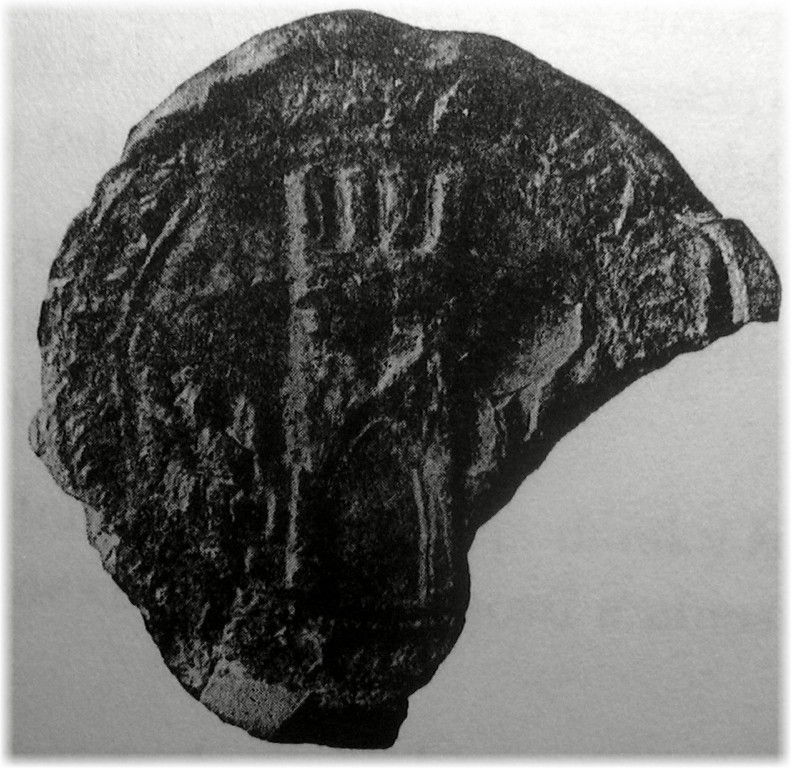
Nejstarší dochovaná pečeť Vyškova

- Stručný přehled událostí 15. století
  - 1403 – První zobrazení hradební zdi na městské pečeti
  - 1403 – Rychtářem ve městě je jistý Dětřich
  - 1406 – Je farářem ve městě jistý Petr
  - 1412 – Koná se ve Vyškově kněžská synoda zaměřená proti šíření husitství na Moravě
  - 1415 – Podepsal stížný list proti kostnickému koncilu jistý Racek z Vyškova
  - 1423 – V dobách husitských válek, kdy byl olomouckým biskupem Jan XII. Železný, je město zničeno
  - 1448 – Podává žádost biskup Pavel z Miličína o povolení prodeje statků, aby mohl započít výstavbu opevnění města
  - 1448 – Je bohatá nadace melické hradní kaple přenesena k oltáři sv. kříže ve vyškovském kostele
  - 1449 – Poprvé se připomíná tvrz ve Vyškově (měla věž a byla na poschodí)
  - 1464 – Za česko-uherských válek město vypálil hejtman krále Jiřího z Poděbrad Mikuláš Střela
  - 1464 – Bratr Jakub Chulava z Vyškova uvržen do žaláře
  - 1465 – Byla započata stavba nového kostela na místě dvou bývalých židovských domků (původní kostel stával patrně na náměstí)
  - 1467 – Je hotová stavba křídla Vyškovského zámku se zámeckou kaplí a byl vsazen do zámecké zdi erb biskupa Tase z Boskovic
  - 1467 – Jakub Chulava je upálen olomouckým biskupem Tasem z Boskovic, protože neodvolal tvrzení, že zlý kněz neposvěcuje – byl to první bratr, který zemřel pro svou víru
  - 1469 – Byl Vyškov opět vydrancován a vypálen vojskem krále Jiřího z Poděbrad, pod velením vévody Jindřicha Münsterberského
  - 1486 – Udělen králem Matyášem Korvínem k dosavadním 2 jarmarkům třetí na den Všech svatých
  - 1486 – Město má právo pečetit zeleným voskem
  - 1490 – Biskup Stanislav I. Thurzo dal rozšířit zámek a obnovit zámeckou zahradu
  - 1498 – Biskup Stanislav I. Thurzo zakázal hospody před městem krom jedné zvané U dvou vozů (pro přenocování vozků)

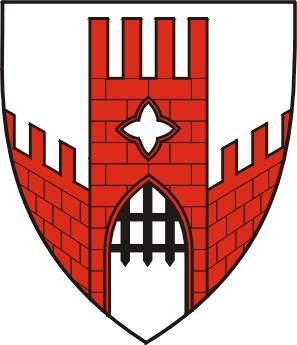

## Novověk

### 16. století
- Stručný přehled událostí 16. století
  - 1515 – Biskup Stanislav I. Thurzo daroval městu užitek z řeky Hané na udržování cest a mostů
  - 1515 – Zastavil se ve městě polský král Zikmund I. Starý po sjednání vídeňských smluv
  - 1561 – Je datována první písemná zpráva že ve Vyškově stávala škola
  - 1566 – Biskup Vilém Prusinovský z Víckova rozšiřuje vyškovský zámek
  - 1567 – Biskup Vilém Prusinovský z Víckova přidal městu čtvrtý trh výroční na pondělí po Třech králích
  - 1570 – Biskup Marek Khuen z Olomouce dává městu privilegium na pečetěním červeným voskem
  - 1588 – Biskup Stanislav II. Pavlovský uděluje městu týdenní trh každou středu, rozšiřuje pravomoci městské rady
  - 1591 – Je ve městě nový farář Jan Štyrnský ze Štyrn
  - 1599 – Byl ve Vyškově farářem Mikuláš Sarkander bratr blahoslaveného Jana Sarkandera.

### 17. století
- Stručný přehled událostí 17. století
  - 1605 – Se koná ve Vyškově sjezd moravské šlechty na kterém se jednalo o obraně země proti vpádu bočkajovců
  - 1609 – Z politických důvodů byl ve vyškovském vězení na zámku vězněn opavský děkan Mikuláš Sarkander
  - 1613 – Kardinál František z Ditrichštejna přidává městu další privilegia, osvobodil město od šenkování 4 beček panského vína
  - 1617 – Kardinál František z Ditrichštejna založil kapucínský klášter s kostelem Panny Marie
  - 1619 – Během stavovského povstání se vzbouřili evangeličtí měšťané kteří prosadili kapitulaci města za vedení Jiřího Čermáka
  - 1621 – Po Bitvě na Bílé hoře si město vydržuje španělskou posádku za účelem obrany města
  - 1623 – Kardinál František z Ditrichštejna si od města půjčuje postupně až 4500 mor. tolarů
  - 1638 – Mohutná vichřice způsobila městu mnoho škod a pobořila zámeckou kapli
  - 1643 – Přepadli město Švédové a uložili mu 4500 zl. výpalného
  - 1643 – Město bylo Švédy dokonale vydrancováno
  - 1657 – Biskup  Leopold I. Vilém udělil městu pátý výroční trh a dovolil aby se před každým trhem konal trh na dobytek a koně
  - 1660 – Byla v zámku biskupská mincovna, která byla po pěti letech přeložena  do Kroměříže
  - 1668 – Biskup Karel II. z Lichtenštejna udělil městu šestý výroční trh na den sv. Cyrila a Metoděje
  - 1668 – Biskup Karel II. z Lichtenštejna obnovil zámek a přistavěl přední křídlo, ozdobil jej loggií a zřídil tu obrazovou galerii
  - 1672 – Je písemně doložena německá kaple, jelikož po 30leté válce ve městě značně přibylo Němců
  - 1676 – Domky na hrnčířském rynku byly zničeny požárem a na místě požářiště byl vystaven pivovar
  - 1683 – Byl ve Vyškově založen střelecký spolek
  - 1689 – Byla při farním kostele vystavěna barokní kaple sv. Otýlie